# Granite Hills (Californie)
Granite Hills est une census-designated place du comté de San Diego, dans l'État de Californie, aux États-Unis,. En 2020, elle compte une population de 3 267 habitants.